# Matheus Silva
Matheus de Barros da Silva, noto semplicemente come Matheus Silva (Marituba, 3 ottobre 1997), è un calciatore brasiliano, difensore del Qarabağ.

## Caratteristiche tecniche
È un terzino sinistro.

## Carriera
Dopo aver militato nelle serie inferiori del calcio brasiliano, nel 2019 è stato acquistato dal Bahia con cui ha preso parte al Campionato Baiano giocando 5 partite. Nel luglio seguente è stato ceduto in prestito alla Farense per una stagione, dove ha collezionato 19 presenze segnando 3 reti nella seconda divisione portoghese.
Il 27 agosto 2020 è stato acquistato a titolo definitivo dal Moreirense, con cui ha debuttato in Primeira Liga in occasione dell'incontro vinto 2-0 contro la Farense.

## Palmarès

### Club

#### Competizioni nazionali
- Campionato azero: 2

Qarabag: 2023-2024, 2024-2025
- Coppa d'Azerbaigian: 1

Qarabag: 2023-2024